# VM i håndbold 2019 (kvinder)
Verdensmesterskabet i håndbold for kvinder 2019 er det 24. VM i håndbold for kvinder arrangeret af IHF. Turneringen blev afholdt i Japan fra den 30. november til den 15. december 2019.. Der var to kandidater til værtsland; den anden kandidat var Norge.
Holland vandt VM-finalen over Spanien efter en dramatisk afslutning, 33-32, i sidste sekund.

## Spillesteder
Slutrunden blev afviklet i Kumamoto-præfekturet i Japan i perioden 30. november – 15. december 2019.
| Higashi-ku | Minami-ku                           | Nishi-ku                                        | Yatsushiro                                    | Yamaga                                         |
| Park Dome Kumamoto Kapacitet: 10.000 | Aqua Dome Kumamoto Kapacitet: 6.400 | Kumamoto Prefectural Gymnasium Kapacitet: 3.400 | Yatsushiro General Gymnasium Kapacitet: 2.500 | Yamaga City Overall Gymnasium Kapacitet: 2.100 |
| |                                     |                                                 |                                               |                                                |
| Kumamoto Park Dome Kumamoto Aqua Dome Kumamoto Kumamoto Prefectural Gymnasium Yatsushiro General Gymnasium Yamaga City Overall Gymnasium |                                     |                                                 |                                               |                                                |

## Kvalifikation
| Konkurrence                          | Dato                             | Antal lande | Kvalificerede lande                                                                        |
| ------------------------------------ | -------------------------------- | ----------- | ------------------------------------------------------------------------------------------ |
| Værtsland                            | 28. oktober 2013                 | 1           | Japan                                                                                      |
| Verdensmester 2017                   | 1.–17. december 2017             | 1           | Frankrig                                                                                   |
| Afrikamesterskabet 2018              | 2.–12. december 2018             | 3           | Angola · Demokratiske Republik Congo · Senegal                                             |
| Asienmesterskabet 2018               | 30. november - 9. december 2018  | 4           | Australien · Kasakhstan · Kina · Sydkorea                                                  |
| EM i håndbold 2018                   | 29. november - 16. december 2018 | 3           | Holland · Rumænien · Rusland                                                               |
| Sydamerikamesterskabet central       | 29. november - 4. december 2018  | 2           | Argentina · Brasilien                                                                      |
| Europæisk kvalifikation              | 23. november – 6. juni 2019      | 9           | Danmark · Montenegro · Norge · Serbien · Slovenien · Spanien · Sverige · Tyskland · Ungarn |
| Nordamerika og Caribien-mesterskabet | 28. maj – 2. juni 2019           | 1           | Cuba                                                                                       |

## Lodtrækning
Lodtrækningen bliver afholdt 21. juni 2019 i Tokyo, Japan.

### Seedning
Seedningslagene blev afsløret d. 19. juni 2019.
| Pot 1                                     | Pot 2                                | Pot 3                                     | Pot 4                                   | Pot 5                                      | Pot 6                                                          |
| ----------------------------------------- | ------------------------------------ | ----------------------------------------- | --------------------------------------- | ------------------------------------------ | -------------------------------------------------------------- |
| - Frankrig - Rusland - Holland - Rumænien | - Norge - Sverige - Ungarn - Danmark | - Montenegro - Japan - Tyskland - Serbien | - Spanien - Slovenien - Sydkorea - Kina | - Brasilien - Angola - Senegal - Argentina | - Kasakhstan - Cuba - Demokratiske Republik Congo - Australien |

## Dommere
Dommereparrene blev valgt den 5. september 2019.
| Dommerpar | Dommerpar                               |
| --------- | --------------------------------------- |
| Algeriet  | Yousef Belkhiri Sid Ali Hamidi          |
| Argentina | María Paolantoni Mariana García         |
| Kina      | Cheng Yufeng Zhou Yunlei                |
| Kroatien  | Davor Lončar Zoran Lončar               |
| Danmark   | Karina Christiansen Line Hansen         |
| Egypten   | Yasmina El-Saied Heidy El-Saied         |
| Frankrig  | Charlotte Bonaventura Julie Bonaventura |
| Tyskland  | Maike Merz Tanja Schilha                |
| Japan     | Koyoshi Hizaki Tomokazu Ikebuchi        |

| Dommerpar | Dommerpar                           |
| --------- | ----------------------------------- |
| Rumænien  | Cristina Năstase Simona Stancu      |
| Rusland   | Viktoria Alpaidze Tatiana Berezkina |
| Slovenien | Bojan Lah David Sok                 |
| Serbien   | Vanja Antić Jelena Jakovljević      |
| Sydkorea  | Koo Bon-ok Lee Se-ok                |
| Spanien   | Ignacio García Andreu Marín         |
| Tunesien  | Samir Krichen Samir Makhlouf        |
| Uruguay   | Mathias Sosa Cristian Lemes         |

## Gruppespillet

### Gruppe A
| Pos | Hold      | K | V | U | T | M+  | M-  | MF   | P | Kvalifikation |
| --- | --------- | - | - | - | - | --- | --- | ---- | - | ------------- |
| 1   | Holland   | 5 | 4 | 0 | 1 | 178 | 134 | +44  | 8 | Mellemrunde   |
| 2   | Norge     | 5 | 4 | 0 | 1 | 169 | 115 | +54  | 8 | Mellemrunde   |
| 3   | Serbien   | 5 | 3 | 0 | 2 | 155 | 143 | +12  | 6 | Mellemrunde   |
| 4   | Angola    | 5 | 2 | 0 | 3 | 150 | 151 | −1   | 4 |               |
| 5   | Slovenien | 5 | 2 | 0 | 3 | 142 | 150 | −8   | 4 |               |
| 6   | Cuba      | 5 | 0 | 0 | 5 | 122 | 223 | −101 | 0 |               |

| 30. november 2019 15:00 | Serbien   | 32-25   | Angola   | Aqua Dome Kumamoto, Minami-ku Tilskuere: 3.605 Dommere: García, Paolantoni (ARG) |
| 30. november 2019 15:00 | Nikolić 7 | (16-12) | Guialo 5 | Aqua Dome Kumamoto, Minami-ku Tilskuere: 3.605 Dommere: García, Paolantoni (ARG) |
| 30. november 2019 15:00 | 4× 2×     | Rapport | 4× 1×    | Aqua Dome Kumamoto, Minami-ku Tilskuere: 3.605 Dommere: García, Paolantoni (ARG) |

| 30. november 2019 18:00 | Holland           | 26-32   | Slovenien | Aqua Dome Kumamoto, Minami-ku Tilskuere: 2.864 Dommere: Krichen, Makhlouf (TUN) |
| 30. november 2019 18:00 | Abbingh, Polman 5 | (14-15) | Stanko 12 | Aqua Dome Kumamoto, Minami-ku Tilskuere: 2.864 Dommere: Krichen, Makhlouf (TUN) |
| 30. november 2019 18:00 | 3× 1×             | Report  | 4× 1×     | Aqua Dome Kumamoto, Minami-ku Tilskuere: 2.864 Dommere: Krichen, Makhlouf (TUN) |

| 30. november 2019 20:30 | Norge          | 47-16   | Cuba               | Aqua Dome Kumamoto, Minami-ku Tilskuere: 1.871 Dommere: El-Saied, El-Saied (EGY) |
| 30. november 2019 20:30 | Herrem, Løke 8 | (25-9)  | Céspedes, Lusson 3 | Aqua Dome Kumamoto, Minami-ku Tilskuere: 1.871 Dommere: El-Saied, El-Saied (EGY) |
| 30. november 2019 20:30 | 3×             | Rapport | 1×                 | Aqua Dome Kumamoto, Minami-ku Tilskuere: 1.871 Dommere: El-Saied, El-Saied (EGY) |

| 2. december 2019 12:30 | Cuba   | 27–46   | Serbien         | Aqua Dome Kumamoto, Minami-ku Tilskuere: 5,570 Dommere: Krichen, Makhlouf (TUN) |
| 2. december 2019 12:30 | Rizo 6 | (11–45) | Radosavljević 6 | Aqua Dome Kumamoto, Minami-ku Tilskuere: 5,570 Dommere: Krichen, Makhlouf (TUN) |
| 2. december 2019 12:30 | 3×     | Rapport | 1×              | Aqua Dome Kumamoto, Minami-ku Tilskuere: 5,570 Dommere: Krichen, Makhlouf (TUN) |

| 2. december 2019 15:00 | Angola   | 28–35   | Holland    | Aqua Dome Kumamoto, Minami-ku Tilskuere: 4.690 Dommere: Belkhiri, Hamidi (ALG) |
| 2. december 2019 15:00 | Carlos 9 | (12–17) | Abbingh 11 | Aqua Dome Kumamoto, Minami-ku Tilskuere: 4.690 Dommere: Belkhiri, Hamidi (ALG) |
| 2. december 2019 15:00 | 1× 5×    | Rapport | 2× 5×      | Aqua Dome Kumamoto, Minami-ku Tilskuere: 4.690 Dommere: Belkhiri, Hamidi (ALG) |

| 2. december 2019 20:30 | Slovenien | 20–36   | Norge      | Aqua Dome Kumamoto, Minami-ku Tilskuere: 1.680 Dommere: Bonaventura, Bonaventura (FRA) |
| 2. december 2019 20:30 | Gros 9    | (12-13) | Jacobsen 8 | Aqua Dome Kumamoto, Minami-ku Tilskuere: 1.680 Dommere: Bonaventura, Bonaventura (FRA) |
| 2. december 2019 20:30 | 3×        | Rapport | 3×         | Aqua Dome Kumamoto, Minami-ku Tilskuere: 1.680 Dommere: Bonaventura, Bonaventura (FRA) |

| 3. december 2019 15:00 | Holland      | 51–23   | Cuba       | Aqua Dome Kumamoto, Minami-ku Tilskuere: 5.060 Dommere: García, Paolantoni (ARG) |
| 3. december 2019 15:00 | Malestein 11 | (29–12) | Céspedes 4 | Aqua Dome Kumamoto, Minami-ku Tilskuere: 5.060 Dommere: García, Paolantoni (ARG) |
| 3. december 2019 15:00 | 5× 1×        | Rapport | 6×         | Aqua Dome Kumamoto, Minami-ku Tilskuere: 5.060 Dommere: García, Paolantoni (ARG) |

| 3. december 2019 18:00 | Slovenien | 24–33   | Angola            | Aqua Dome Kumamoto, Minami-ku Tilskuere: 2.280 Dommere: Koo, Lee (KOR) |
| 3. december 2019 18:00 | Stanko 9  | (12–17) | Carlos, Kassoma 6 | Aqua Dome Kumamoto, Minami-ku Tilskuere: 2.280 Dommere: Koo, Lee (KOR) |
| 3. december 2019 18:00 | 3× 2×     | Rapport | 5×                | Aqua Dome Kumamoto, Minami-ku Tilskuere: 2.280 Dommere: Koo, Lee (KOR) |

| 3. december 2019 20:30 | Norge              | 28–25   | Serbien    | Aqua Dome Kumamoto, Minami-ku Tilskuere: 1.970 Dommere: Kuttler, Merz (GER) |
| 3. december 2019 20:30 | Oftedal, Arntzen 7 | (13-12) | Liščević 6 | Aqua Dome Kumamoto, Minami-ku Tilskuere: 1.970 Dommere: Kuttler, Merz (GER) |
| 3. december 2019 20:30 | 4× 3×              | Rapport | 8× 1×      | Aqua Dome Kumamoto, Minami-ku Tilskuere: 1.970 Dommere: Kuttler, Merz (GER) |

| 5. december 2019 15:00 | Cuba   | 26–39   | Slovenien | Aqua Dome Kumamoto, Minami-ku Tilskuere: 5,520 Dommere: Natase, Stancu (ROM) |
| 5. december 2019 15:00 | Rizo 7 | (15–17) | Stanko 11 | Aqua Dome Kumamoto, Minami-ku Tilskuere: 5,520 Dommere: Natase, Stancu (ROM) |
| 5. december 2019 15:00 | 2×     | Rapport | 5× 3×     | Aqua Dome Kumamoto, Minami-ku Tilskuere: 5,520 Dommere: Natase, Stancu (ROM) |

| 5. december 2019 18:00 | Serbien        | 23–36   | Holland  | Aqua Dome Kumamoto, Minami-ku Tilskuere: 2,460 Dommere: Bonaventura, Bonaventura (FRA) |
| 5. december 2019 18:00 | Tre Spillere 6 | (12–26) | Polman 8 | Aqua Dome Kumamoto, Minami-ku Tilskuere: 2,460 Dommere: Bonaventura, Bonaventura (FRA) |
| 5. december 2019 18:00 | 4×             | Rapport | 4× 2×    | Aqua Dome Kumamoto, Minami-ku Tilskuere: 2,460 Dommere: Bonaventura, Bonaventura (FRA) |

| 5. december 2019 20:30 | Norge     | 30–24   | Angola   | Aqua Dome Kumamoto, Minami-ku Tilskuere: 1,870 Dommere: Garcia, Paolantoni (ARG) |
| 5. december 2019 20:30 | Arntzen 6 | (13–24) | Carlos 6 | Aqua Dome Kumamoto, Minami-ku Tilskuere: 1,870 Dommere: Garcia, Paolantoni (ARG) |
| 5. december 2019 20:30 | 2× 3×     | Rapport | 5× 1×    | Aqua Dome Kumamoto, Minami-ku Tilskuere: 1,870 Dommere: Garcia, Paolantoni (ARG) |

| 6. december 2019 15:00 | Serbien     | 29–27   | Slovenien | Aqua Dome Kumamoto, Minami-ku Tilskuere: 4,680 Dommere: Makhlouf, Krichen (TUN) |
| 6. december 2019 15:00 | Pop-Lazić 8 | (12–11) | Stanko 10 | Aqua Dome Kumamoto, Minami-ku Tilskuere: 4,680 Dommere: Makhlouf, Krichen (TUN) |
| 6. december 2019 15:00 | 4× 1×       | Rapport | 2×        | Aqua Dome Kumamoto, Minami-ku Tilskuere: 4,680 Dommere: Makhlouf, Krichen (TUN) |

| 6. december 2019 18:00 | Angola   | 40–30   | Cuba     | Aqua Dome Kumamoto, Minami-ku Tilskuere: 2,680 Dommere: Belkhiri, Hamidi (ALG) |
| 6. december 2019 18:00 | Guialo 7 | (20–16) | Lusson 7 | Aqua Dome Kumamoto, Minami-ku Tilskuere: 2,680 Dommere: Belkhiri, Hamidi (ALG) |
| 6. december 2019 18:00 | 6×       | Rapport | 6× 1×    | Aqua Dome Kumamoto, Minami-ku Tilskuere: 2,680 Dommere: Belkhiri, Hamidi (ALG) |

| 6. december 2019 20:30 | Holland   | 30–28   | Norge     | Aqua Dome Kumamoto, Minami-ku Tilskuere: 3,380 Dommere: García, Marín (ESP) |
| 6. december 2019 20:30 | Abbingh 6 | (14–18) | Oftedal 9 | Aqua Dome Kumamoto, Minami-ku Tilskuere: 3,380 Dommere: García, Marín (ESP) |
| 6. december 2019 20:30 | 1× 2×     | Rapport | 2×        | Aqua Dome Kumamoto, Minami-ku Tilskuere: 3,380 Dommere: García, Marín (ESP) |

### Gruppe B
| Pos | Hold       | K | V | U | T | M+  | M-  | MF   | P | Kvalifikation |
| --- | ---------- | - | - | - | - | --- | --- | ---- | - | ------------- |
| 1   | Sydkorea   | 5 | 3 | 2 | 0 | 149 | 124 | +25  | 8 | Mellemrunde   |
| 2   | Tyskland   | 5 | 3 | 1 | 1 | 142 | 111 | +31  | 7 | Mellemrunde   |
| 3   | Danmark    | 5 | 3 | 1 | 1 | 132 | 100 | +32  | 7 | Mellemrunde   |
| 4   | Frankrig   | 5 | 2 | 1 | 2 | 137 | 100 | +37  | 5 |               |
| 5   | Brasilien  | 5 | 1 | 1 | 3 | 119 | 115 | +4   | 3 |               |
| 6   | Australien | 5 | 0 | 0 | 5 | 53  | 182 | −129 | 0 |               |

1. 1 2  Danmark 25–26 Tyskland

| 30. november 2019 15:00 | Tyskland | 30-25   | Brasilien    | Yamaga City Overall Gymnasium, Yamaga Tilskuere: 1.300 Dommere: García, Marin (ESP) |
| 30. november 2019 15:00 | Behnke 6 | (14-11) | Nascimento 5 | Yamaga City Overall Gymnasium, Yamaga Tilskuere: 1.300 Dommere: García, Marin (ESP) |
| 30. november 2019 15:00 | 4× 1×    | Rapport | 1×           | Yamaga City Overall Gymnasium, Yamaga Tilskuere: 1.300 Dommere: García, Marin (ESP) |

| 30. november 2019 18:00 | Frankrig | 27-29   | Sydkorea | Yamaga City Overall Gymnasium, Yamaga Tilskuere: 1.450 Dommere: Lemes, Sosa (URU) |
| 30. november 2019 18:00 | Zaadi 5  | (13-12) | Ryu 12   | Yamaga City Overall Gymnasium, Yamaga Tilskuere: 1.450 Dommere: Lemes, Sosa (URU) |
| 30. november 2019 18:00 | 5× 2×    | Rapport | 2× 1×    | Yamaga City Overall Gymnasium, Yamaga Tilskuere: 1.450 Dommere: Lemes, Sosa (URU) |

| 30. november 2019 20:30 | Danmark      | 37-12   | Australien | Kumamoto Prefectural Gymnasium, Nishi-ku Tilskuere: 1.400 Dommere: Cheng, Zhou (CHN) |
| 30. november 2019 20:30 | Østergaard 6 | (17-4)  | Potocki 4  | Kumamoto Prefectural Gymnasium, Nishi-ku Tilskuere: 1.400 Dommere: Cheng, Zhou (CHN) |
| 30. november 2019 20:30 | 2×           | Rapport | 8×         | Kumamoto Prefectural Gymnasium, Nishi-ku Tilskuere: 1.400 Dommere: Cheng, Zhou (CHN) |

| 1. december 2019 15:00 | Australien | 8-34    | Tyskland    | Yamaga City Overall Gymnasium, Yamaga Tilskuere: 1.450 Dommere: Hizaki, Ikebuchi (JPN) |
| 1. december 2019 15:00 | Potocki 3  | (4-18)  | Lauenroth 6 | Yamaga City Overall Gymnasium, Yamaga Tilskuere: 1.450 Dommere: Hizaki, Ikebuchi (JPN) |
| 1. december 2019 15:00 | 2×         | Rapport | 6× 1×       | Yamaga City Overall Gymnasium, Yamaga Tilskuere: 1.450 Dommere: Hizaki, Ikebuchi (JPN) |

| 1. december 2019 18:00 | Brasilien       | 19-19   | Frankrig       | Yamaga City Overall Gymnasium, Yamaga Tilskuere: 1.580 Dommere: Lah, Sok (SLO) |
| 1. december 2019 18:00 | fire spillere 3 | (7-10)  | tre spillere 3 | Yamaga City Overall Gymnasium, Yamaga Tilskuere: 1.580 Dommere: Lah, Sok (SLO) |
| 1. december 2019 18:00 | 3×              | Rapport | 5× 2×          | Yamaga City Overall Gymnasium, Yamaga Tilskuere: 1.580 Dommere: Lah, Sok (SLO) |

| 1. december 2019 20:30 | Sydkorea | 26-26   | Danmark   | Kumamoto Prefectural Gymnasium, Nishi-ku Tilskuere: 1.380 Dommere: Alpaidze, Berezkina (RUS) |
| 1. december 2019 20:30 | Ryu 9    | (10-13) | Højlund 4 | Kumamoto Prefectural Gymnasium, Nishi-ku Tilskuere: 1.380 Dommere: Alpaidze, Berezkina (RUS) |
| 1. december 2019 20:30 | 5× 1×    | Rapport | 6× 1×     | Kumamoto Prefectural Gymnasium, Nishi-ku Tilskuere: 1.380 Dommere: Alpaidze, Berezkina (RUS) |

| 3. december 2019 15:00 | Sydkorea     | 33–27   | Brasilien | Yamaga City Overall Gymnasium, Yamaga Tilskuere: 1.750 Dommere: Hamidi, Belkhiri (ALG) |
| 3. december 2019 15:00 | Ryu, Shin 12 | (16–14) | Amorim 9  | Yamaga City Overall Gymnasium, Yamaga Tilskuere: 1.750 Dommere: Hamidi, Belkhiri (ALG) |
| 3. december 2019 15:00 | 6× 2×        | Rapport | 3× 2×     | Yamaga City Overall Gymnasium, Yamaga Tilskuere: 1.750 Dommere: Hamidi, Belkhiri (ALG) |

| 3. december 2019 19:00 | Frankrig   | 46–7    | Australien | Yamaga City Overall Gymnasium, Yamaga Tilskuere: 1.540 Dommere: El-Saied, El-Saied (EGY) |
| 3. december 2019 19:00 | Coatanea 7 | (21–3)  | Potocki 4  | Yamaga City Overall Gymnasium, Yamaga Tilskuere: 1.540 Dommere: El-Saied, El-Saied (EGY) |
| 3. december 2019 19:00 | 2× 1×      | Rapport | 6× 1×      | Yamaga City Overall Gymnasium, Yamaga Tilskuere: 1.540 Dommere: El-Saied, El-Saied (EGY) |

| 3. december 2019 20:30 | Danmark        | 25–26   | Tyskland | Kumamoto Prefectural Gymnasium, Nishi-ku Tilskuere: 1.000 Dommere: Sosa, Lemes (URU) |
| 3. december 2019 20:30 | K. Jørgensen 5 | (11–13) | Behnke 7 | Kumamoto Prefectural Gymnasium, Nishi-ku Tilskuere: 1.000 Dommere: Sosa, Lemes (URU) |
| 3. december 2019 20:30 | 2× 1×          | Rapport | 5× 2×    | Kumamoto Prefectural Gymnasium, Nishi-ku Tilskuere: 1.000 Dommere: Sosa, Lemes (URU) |

| 4. december 2019 15:00 | Australien | 17–34   | Sydkorea | Yamaga City Overall Gymnasium, Yamaga Tilskuere: 1,590 Dommere: Loncar, Loncar (CRO) |
| 4. december 2019 15:00 | Potocki 10 | (10–18) | Lee 5    | Yamaga City Overall Gymnasium, Yamaga Tilskuere: 1,590 Dommere: Loncar, Loncar (CRO) |
| 4. december 2019 15:00 | 6× 1×      | Rapport | 3×       | Yamaga City Overall Gymnasium, Yamaga Tilskuere: 1,590 Dommere: Loncar, Loncar (CRO) |

| 4. december 2019 19:00 | Tyskland | 25–27   | Frankrig | Yamaga City Overall Gymnasium, Yamaga Tilskuere: 1,950 Dommere: García, Marin (ESP) |
| 4. december 2019 19:00 | Bölk 9   | (12–14) | Zaadi 4  | Yamaga City Overall Gymnasium, Yamaga Tilskuere: 1,950 Dommere: García, Marin (ESP) |
| 4. december 2019 19:00 | 1× 2×    | Rapport | 2× 1×    | Yamaga City Overall Gymnasium, Yamaga Tilskuere: 1,950 Dommere: García, Marin (ESP) |

| 4. december 2019 20:30 | Danmark        | 24–18  | Brasilien | Kumamoto Prefectural Gymnasium, Nishi-ku Tilskuere: 1,100 Dommere: García, Paolantoni (ARG) |
| 4. december 2019 20:30 | S. Jørgensen 6 | (11–9) | Vieira 5  | Kumamoto Prefectural Gymnasium, Nishi-ku Tilskuere: 1,100 Dommere: García, Paolantoni (ARG) |
| 4. december 2019 20:30 | 3× 1×          | Raport | 5×        | Kumamoto Prefectural Gymnasium, Nishi-ku Tilskuere: 1,100 Dommere: García, Paolantoni (ARG) |

| 6. december 2019 15:00 | Brasilien | 31–9    | Australien | Yamaga City Overall Gymnasium, Yamaga Tilskuere: 1,490 Dommere: Cheng, Zhou (CHN) |
| 6. december 2019 15:00 | Belo 5    | (15–5)  | Potocki 7  | Yamaga City Overall Gymnasium, Yamaga Tilskuere: 1,490 Dommere: Cheng, Zhou (CHN) |
| 6. december 2019 15:00 | 7× 1×     | Rapport | 2×         | Yamaga City Overall Gymnasium, Yamaga Tilskuere: 1,490 Dommere: Cheng, Zhou (CHN) |

| 6. december 2019 19:00 | Tyskland | 27–27   | Sydkorea | Yamaga City Overall Gymnasium, Yamaga Tilskuere: 2,100 Dommere: Alpaidze, Berezkina (RUS) |
| 6. december 2019 19:00 | Behnke 7 | (15–14) | Ryu 10   | Yamaga City Overall Gymnasium, Yamaga Tilskuere: 2,100 Dommere: Alpaidze, Berezkina (RUS) |
| 6. december 2019 19:00 | 6× 2×    | Rapport | 2×       | Yamaga City Overall Gymnasium, Yamaga Tilskuere: 2,100 Dommere: Alpaidze, Berezkina (RUS) |

| 6. december 2019 20:30 | Frankrig    | 18–20   | Danmark        | Kumamoto Prefectural Gymnasium, Nishi-ku Tilskuere: 1,600 Dommere: Lah, Sok (SLO) |
| 6. december 2019 20:30 | Lacrabère 6 | (7–9)   | S. Jørgensen 7 | Kumamoto Prefectural Gymnasium, Nishi-ku Tilskuere: 1,600 Dommere: Lah, Sok (SLO) |
| 6. december 2019 20:30 | 4× 3×       | Rapport | 6×             | Kumamoto Prefectural Gymnasium, Nishi-ku Tilskuere: 1,600 Dommere: Lah, Sok (SLO) |

### Gruppe C
| Pos | Hold       | K | V | U | T | M+  | M-  | MF  | P  | Kvalifikation |
| --- | ---------- | - | - | - | - | --- | --- | --- | -- | ------------- |
| 1   | Spanien    | 5 | 5 | 0 | 0 | 159 | 103 | +56 | 10 | Mellemrunde   |
| 2   | Montenegro | 5 | 4 | 0 | 1 | 137 | 123 | +14 | 8  | Mellemrunde   |
| 3   | Rumænien   | 5 | 3 | 0 | 2 | 121 | 129 | −8  | 6  | Mellemrunde   |
| 4   | Ungarn     | 5 | 2 | 0 | 3 | 145 | 117 | +28 | 4  |               |
| 5   | Senegal    | 5 | 1 | 0 | 4 | 119 | 137 | −18 | 2  |               |
| 6   | Kasakhstan | 5 | 0 | 0 | 5 | 92  | 164 | −72 | 0  |               |

| 30. november 2019 15:00 | Montenegro | 29-25   | Senegal           | Yatsushiro General Gymnasium, Yatsushiro Tilskuere: 1,900 Dommere: Kuutler, Merz (GER) |
| 30. november 2019 15:00 | Jauković 7 | (14-15) | Keita, Sankharé 5 | Yatsushiro General Gymnasium, Yatsushiro Tilskuere: 1,900 Dommere: Kuutler, Merz (GER) |
| 30. november 2019 15:00 | 5× 3×      | Rapport | 2× 1×             | Yatsushiro General Gymnasium, Yatsushiro Tilskuere: 1,900 Dommere: Kuutler, Merz (GER) |

| 30. november 2019 18:00 | Rumænien     | 16–31   | Spanien | Kumamoto Prefectural Gymnasium, Nishi-ku Tilskuere: 1.300 Dommere: Bonaventura, Bonaventura (FRA) |
| 30. november 2019 18:00 | Udriștioiu 6 | (9-16)  | Fraga 6 | Kumamoto Prefectural Gymnasium, Nishi-ku Tilskuere: 1.300 Dommere: Bonaventura, Bonaventura (FRA) |
| 30. november 2019 18:00 | 7× 2×        | Rapport | 1× 5×   | Kumamoto Prefectural Gymnasium, Nishi-ku Tilskuere: 1.300 Dommere: Bonaventura, Bonaventura (FRA) |

| 30. november 2019 18:00 | Ungarn    | 39–15   | Kasakhstan | Yatsushiro General Gymnasium, Yatsushiro Tilskuere: 1,800 Dommere: Hizaki, Ikebuchi (JPN) |
| 30. november 2019 18:00 | Schatzl 7 | (22–8)  | Abilda 5   | Yatsushiro General Gymnasium, Yatsushiro Tilskuere: 1,800 Dommere: Hizaki, Ikebuchi (JPN) |
| 30. november 2019 18:00 | 1×        | Rapport |            | Yatsushiro General Gymnasium, Yatsushiro Tilskuere: 1,800 Dommere: Hizaki, Ikebuchi (JPN) |

| 1. december 2019 15:00 | Kasakhstan    | 21–30   | Montenegro  | Yatsushiro General Gymnasium, Yatsushiro Tilskuere: 1.910 Dommere: El-Saied, El-Saied (EGY) |
| 1. december 2019 15:00 | Alexandrova 5 | (11–13) | Radičević 9 | Yatsushiro General Gymnasium, Yatsushiro Tilskuere: 1.910 Dommere: El-Saied, El-Saied (EGY) |
| 1. december 2019 15:00 | 3×            | Rapport | 5× 1×       | Yatsushiro General Gymnasium, Yatsushiro Tilskuere: 1.910 Dommere: El-Saied, El-Saied (EGY) |

| 1. december 2019 18:00 | Spanien  | 29–25   | Ungarn   | Kumamoto Prefectural Gymnasium, Nishi-ku Tilskuere: 1.600 Dommere: Christiansen, Hansen (DEN) |
| 1. december 2019 18:00 | Cabral 7 | (18–13) | Tóvizi 5 | Kumamoto Prefectural Gymnasium, Nishi-ku Tilskuere: 1.600 Dommere: Christiansen, Hansen (DEN) |
| 1. december 2019 18:00 | 4× 1×    | Rapport | 5× 1×    | Kumamoto Prefectural Gymnasium, Nishi-ku Tilskuere: 1.600 Dommere: Christiansen, Hansen (DEN) |

| 1. december 2019 18:00 | Senegal        | 29–25   | Rumænien | Yatsushiro General Gymnasium, Yatsushiro Tilskuere: 1.850 Dommere: Koo, Lee (KOR) |
| 1. december 2019 18:00 | tre spillere 6 | (12–15) | Neagu 13 | Yatsushiro General Gymnasium, Yatsushiro Tilskuere: 1.850 Dommere: Koo, Lee (KOR) |
| 1. december 2019 18:00 | 3× 2×          | Rapport | 7× 4×    | Yatsushiro General Gymnasium, Yatsushiro Tilskuere: 1.850 Dommere: Koo, Lee (KOR) |

| 3. december 2019 15:00 | Ungarn    | 24–25   | Montenegro  | Kumamoto Prefectural Gymnasium, Nishi-ku Tilskuere: 1,600 Dommere: Garcia, Marin (ESP) |
| 3. december 2019 15:00 | Schatzl 7 | (12–13) | Radičević 9 | Kumamoto Prefectural Gymnasium, Nishi-ku Tilskuere: 1,600 Dommere: Garcia, Marin (ESP) |
| 3. december 2019 15:00 | 2×        | Rapport | 7× 1×       | Kumamoto Prefectural Gymnasium, Nishi-ku Tilskuere: 1,600 Dommere: Garcia, Marin (ESP) |

| 3. december 2019 15:00 | Spanien  | 29–20   | Senegal  | Yatsushiro General Gymnasium, Yatsushiro Tilskuere: 1,950 Dommere: Lah, Sok (SLO) |
| 3. december 2019 15:00 | Cabral 8 | (14-13) | Camara 6 | Yatsushiro General Gymnasium, Yatsushiro Tilskuere: 1,950 Dommere: Lah, Sok (SLO) |
| 3. december 2019 15:00 | 5× 3×    | Rapport | 4×       | Yatsushiro General Gymnasium, Yatsushiro Tilskuere: 1,950 Dommere: Lah, Sok (SLO) |

| 3. december 2019 19:00 | Rumænien | 22–20   | Kasakhstan | Yatsushiro General Gymnasium, Yatsushiro Tilskuere: 1,810 Dommere: Cheng, Zhou (CHN) |
| 3. december 2019 19:00 | Pintea 5 | (14-11) | Khardina 6 | Yatsushiro General Gymnasium, Yatsushiro Tilskuere: 1,810 Dommere: Cheng, Zhou (CHN) |
| 3. december 2019 19:00 | 3× 1×    | Rapport | 1×         | Yatsushiro General Gymnasium, Yatsushiro Tilskuere: 1,810 Dommere: Cheng, Zhou (CHN) |

| 4. december 2019 15:00 | Montenegro  | 27–26   | Rumænien | Kumamoto Prefectural Gymnasium, Nishi-ku Tilskuere: 1,700 Dommere: Chirstiansen, Hansen (DEN) |
| 4. december 2019 15:00 | Radičević 6 | (11–2)  | Neagu 11 | Kumamoto Prefectural Gymnasium, Nishi-ku Tilskuere: 1,700 Dommere: Chirstiansen, Hansen (DEN) |
| 4. december 2019 15:00 | 7× 3× 1×    | Rapport | 7× 1×    | Kumamoto Prefectural Gymnasium, Nishi-ku Tilskuere: 1,700 Dommere: Chirstiansen, Hansen (DEN) |

| 4. december 2019 15:00 | Kasakhstan           | 16–43   | Spanien  | Yatsushiro General Gymnasium, Yatsushiro Tilskuere: 2,000 Dommere: El-Saied, El-Saied (EGY) |
| 4. december 2019 15:00 | Abilda, Rejemetova 3 | (11–19) | López 10 | Yatsushiro General Gymnasium, Yatsushiro Tilskuere: 2,000 Dommere: El-Saied, El-Saied (EGY) |
| 4. december 2019 15:00 | 5×                   | Rapport | 4×       | Yatsushiro General Gymnasium, Yatsushiro Tilskuere: 2,000 Dommere: El-Saied, El-Saied (EGY) |

| 4. december 2019 19:00 | Ungarn   | 30–20   | Senegal    | Yatsushiro General Gymnasium, Yatsushiro Tilskuere: 2,020 Dommere: Alpaidze, Berezkina (RUS) |
| 4. december 2019 19:00 | Kovács 6 | (17–9)  | Sankharé 6 | Yatsushiro General Gymnasium, Yatsushiro Tilskuere: 2,020 Dommere: Alpaidze, Berezkina (RUS) |
| 4. december 2019 19:00 | 2× 1×    | Rapport | 4× 1×      | Yatsushiro General Gymnasium, Yatsushiro Tilskuere: 2,020 Dommere: Alpaidze, Berezkina (RUS) |

| 6. december 2019 15:00 | Senegal  | 30–20   | Kasakhstan | Kumamoto Prefectural Gymnasium, Nishi-ku Tilskuere: 1,700 Dommere: Hizaki, Ikebuchi (JPN) |
| 6. december 2019 15:00 | Camara 8 | (15–7)  | Abilda 7   | Kumamoto Prefectural Gymnasium, Nishi-ku Tilskuere: 1,700 Dommere: Hizaki, Ikebuchi (JPN) |
| 6. december 2019 15:00 | 3×       | Rapport | 6× 1×      | Kumamoto Prefectural Gymnasium, Nishi-ku Tilskuere: 1,700 Dommere: Hizaki, Ikebuchi (JPN) |

| 6. december 2019 15:00 | Montenegro  | 26–27   | Spanien        | Yatsushiro General Gymnasium, Yatsushiro Tilskuere: 2,000 Dommere: Bonaventura, Bonaventura (FRA) |
| 6. december 2019 15:00 | Radičević 7 | (14–14) | Cabral, Pena 6 | Yatsushiro General Gymnasium, Yatsushiro Tilskuere: 2,000 Dommere: Bonaventura, Bonaventura (FRA) |
| 6. december 2019 15:00 | 7×          | Rapport | 4× 2×          | Yatsushiro General Gymnasium, Yatsushiro Tilskuere: 2,000 Dommere: Bonaventura, Bonaventura (FRA) |

| 6. december 2019 19:00 | Rumænien | 28–27   | Ungarn             | Yatsushiro General Gymnasium, Yatsushiro Tilskuere: 2,500 Dommere: Kuttler, Merz (GER) |
| 6. december 2019 19:00 | Neagu 10 | (10–16) | Kovacsics, Szabó 6 | Yatsushiro General Gymnasium, Yatsushiro Tilskuere: 2,500 Dommere: Kuttler, Merz (GER) |
| 6. december 2019 19:00 | 6× 2×    | Rapport | 5× 2×              | Yatsushiro General Gymnasium, Yatsushiro Tilskuere: 2,500 Dommere: Kuttler, Merz (GER) |

### Gruppe D
| Pos | Hold                        | K | V | U | T | M+  | M-  | MF  | P  | Kvalifikation |
| --- | --------------------------- | - | - | - | - | --- | --- | --- | -- | ------------- |
| 1   | Rusland                     | 5 | 5 | 0 | 0 | 158 | 91  | +67 | 10 | Mellemrunde   |
| 2   | Sverige                     | 5 | 4 | 0 | 1 | 144 | 114 | +30 | 8  | Mellemrunde   |
| 3   | Japan (V)                   | 5 | 3 | 0 | 2 | 136 | 121 | +15 | 6  | Mellemrunde   |
| 4   | Argentina                   | 5 | 2 | 0 | 3 | 124 | 133 | −9  | 4  |               |
| 5   | Demokratiske Republik Congo | 5 | 1 | 0 | 4 | 86  | 137 | −51 | 2  |               |
| 6   | Kina                        | 5 | 0 | 0 | 5 | 100 | 152 | −52 | 0  |               |

| 30. november 2019 15:00 | Japan    | 24–20   | Argentina | Park Dome Kumamoto, Higashi-ku Tilskuere: 9.100 Dommere: Nastase, Stancu (ROM) |
| 30. november 2019 15:00 | Nagata 2 | (14-10) | Karsten 7 | Park Dome Kumamoto, Higashi-ku Tilskuere: 9.100 Dommere: Nastase, Stancu (ROM) |
| 30. november 2019 15:00 | 9× 2×    | Rapport | 4× 2×     | Park Dome Kumamoto, Higashi-ku Tilskuere: 9.100 Dommere: Nastase, Stancu (ROM) |

| 30. november 2019 18:00 | Rusland      | 26–11   | Kina   | Park Dome Kumamoto, Higashi-ku Tilskuere: 4,900 Dommere: Loncar, Loncar (CRO) |
| 30. november 2019 18:00 | Managarova 5 | (13-6)  | Shuo 4 | Park Dome Kumamoto, Higashi-ku Tilskuere: 4,900 Dommere: Loncar, Loncar (CRO) |
| 30. november 2019 18:00 | 3×           | Rapport | 4×     | Park Dome Kumamoto, Higashi-ku Tilskuere: 4,900 Dommere: Loncar, Loncar (CRO) |

| 30. november 2019 20:30 | Sverige      | 26–16   | Demokratiske Republik Congo | Park Dome Kumamoto, Higashi-ku Tilskuere: 2.230 Dommere: Antic, Jakovljevic (SRB) |
| 30. november 2019 20:30 | Lagerquist 6 | (15-8)  | Mwasesa 6                   | Park Dome Kumamoto, Higashi-ku Tilskuere: 2.230 Dommere: Antic, Jakovljevic (SRB) |
| 30. november 2019 20:30 | 2× 3×        | Rapport | 4× 1×                       | Park Dome Kumamoto, Higashi-ku Tilskuere: 2.230 Dommere: Antic, Jakovljevic (SRB) |

| 2. december 2019 15:00 | Argentina | 22–35   | Rusland      | Park Dome Kumamoto, Higashi-ku Tilskuere: 6,628 Dommere: Cheng, Zhou (CHN) |
| 2. december 2019 15:00 | Bolling 4 | (12-17) | Gorsjenina 5 | Park Dome Kumamoto, Higashi-ku Tilskuere: 6,628 Dommere: Cheng, Zhou (CHN) |
| 2. december 2019 15:00 | 1× 3×     | Rapport | 7× 1×        | Park Dome Kumamoto, Higashi-ku Tilskuere: 6,628 Dommere: Cheng, Zhou (CHN) |

| 2. december 2019 18:00 | Demokratiske Republik Congo | 16–28   | Japan    | Park Dome Kumamoto, Higashi-ku Tilskuere: 4,476 Dommere: Loncar, Loncar (CRO) |
| 2. december 2019 18:00 | Ngo Leyi 4                  | (9-17)  | Ohyama 6 | Park Dome Kumamoto, Higashi-ku Tilskuere: 4,476 Dommere: Loncar, Loncar (CRO) |
| 2. december 2019 18:00 | 6× 1×                       | Rapport | 4×       | Park Dome Kumamoto, Higashi-ku Tilskuere: 4,476 Dommere: Loncar, Loncar (CRO) |

| 2. december 2019 20:30 | Kina       | 19–32   | Sverige           | Park Dome Kumamoto, Higashi-ku Tilskuere: 2,100 Dommere: Stancu Nastase (ROM) |
| 2. december 2019 20:30 | Mengqing 5 | (7-16)  | Hagman, Mässing 4 | Park Dome Kumamoto, Higashi-ku Tilskuere: 2,100 Dommere: Stancu Nastase (ROM) |
| 2. december 2019 20:30 | 6× 1×      | Rapport | 6× 2×             | Park Dome Kumamoto, Higashi-ku Tilskuere: 2,100 Dommere: Stancu Nastase (ROM) |

| 3. december 2019 14:30 | Rusland      | 34–13   | Demokratiske Republik Congo | Park Dome Kumamoto, Higashi-ku Tilskuere: 6,765 Dommere: Hizaki, Ikebuchi (JPN) |
| 3. december 2019 14:30 | Managarova 6 | (19–7)  | Mwasesa 5                   | Park Dome Kumamoto, Higashi-ku Tilskuere: 6,765 Dommere: Hizaki, Ikebuchi (JPN) |
| 3. december 2019 14:30 | 4×           | Rapport | 1× 5×                       | Park Dome Kumamoto, Higashi-ku Tilskuere: 6,765 Dommere: Hizaki, Ikebuchi (JPN) |

| 3. december 2019 17:00 | Kina        | 28–34   | Argentina  | Park Dome Kumamoto, Higashi-ku Tilskuere: 1,985 Dommere: Antić, Jakovljević (SRB) |
| 3. december 2019 17:00 | Mengqing 10 | (13–18) | Karsten 12 | Park Dome Kumamoto, Higashi-ku Tilskuere: 1,985 Dommere: Antić, Jakovljević (SRB) |
| 3. december 2019 17:00 | 4×          | Rapport | 3× 1×      | Park Dome Kumamoto, Higashi-ku Tilskuere: 1,985 Dommere: Antić, Jakovljević (SRB) |

| 3. december 2019 19:30 | Sverige | 34–26   | Japan    | Park Dome Kumamoto, Higashi-ku Tilskuere: 6,375 Dommere: Krichen, Makhlouf (TUN) |
| 3. december 2019 19:30 | Blohm 7 | (20–13) | Tanabe 5 | Park Dome Kumamoto, Higashi-ku Tilskuere: 6,375 Dommere: Krichen, Makhlouf (TUN) |
| 3. december 2019 19:30 | 4× 1×   | Rapport | 4×       | Park Dome Kumamoto, Higashi-ku Tilskuere: 6,375 Dommere: Krichen, Makhlouf (TUN) |

| 5. december 2019 15:00 | Demokratiske Republik Congo | 25–24   | Kina       | Park Dome Kumamoto, Higashi-ku Tilskuere: 6,729 Dommere: Kuttler, Merz (GER) |
| 5. december 2019 15:00 | Mwasesa 12                  | (10–11) | Mengqing 8 | Park Dome Kumamoto, Higashi-ku Tilskuere: 6,729 Dommere: Kuttler, Merz (GER) |
| 5. december 2019 15:00 | 6× 2× 1×                    | Rapport | 5× 1×      | Park Dome Kumamoto, Higashi-ku Tilskuere: 6,729 Dommere: Kuttler, Merz (GER) |

| 5. december 2019 18:00 | Japan    | 23–33   | Rusland | Park Dome Kumamoto, Higashi-ku Tilskuere: 6,220 Dommere: Antić, Jakovljević (SRB) |
| 5. december 2019 18:00 | Sasaki 7 | (16–16) | Sen 8   | Park Dome Kumamoto, Higashi-ku Tilskuere: 6,220 Dommere: Antić, Jakovljević (SRB) |
| 5. december 2019 18:00 | 2× 1×    | Rapport | 2× 1×   | Park Dome Kumamoto, Higashi-ku Tilskuere: 6,220 Dommere: Antić, Jakovljević (SRB) |

| 5. december 2019 20:30 | Sverige   | 30–23   | Argentina | Park Dome Kumamoto, Higashi-ku Tilskuere: 2,442 Dommere: Loncar, Loncar (CRO) |
| 5. december 2019 20:30 | Mässing 5 | (14–11) | Mendoza 8 | Park Dome Kumamoto, Higashi-ku Tilskuere: 2,442 Dommere: Loncar, Loncar (CRO) |
| 5. december 2019 20:30 | 5× 1×     | Rapport | 3× 4×     | Park Dome Kumamoto, Higashi-ku Tilskuere: 2,442 Dommere: Loncar, Loncar (CRO) |

| 6. december 2019 15:00 | Japan     | 35–18   | Kina  | Park Dome Kumamoto, Higashi-ku Tilskuere: 8,310 Dommere: Sosa Lemes (URU) |
| 6. december 2019 15:00 | Akiyama 8 | (17–8)  | Sun 5 | Park Dome Kumamoto, Higashi-ku Tilskuere: 8,310 Dommere: Sosa Lemes (URU) |
| 6. december 2019 15:00 | 2×        | Rapport | 5× 2× | Park Dome Kumamoto, Higashi-ku Tilskuere: 8,310 Dommere: Sosa Lemes (URU) |

| 6. december 2019 18:00 | Argentina | 25–16   | Demokratiske Republik Congo | Park Dome Kumamoto, Higashi-ku Tilskuere: 2.950 Dommere: Christiansen, Hansen (DEN) |
| 6. december 2019 18:00 | Karsten 8 | (9–13)  | Mwasesa 5                   | Park Dome Kumamoto, Higashi-ku Tilskuere: 2.950 Dommere: Christiansen, Hansen (DEN) |
| 6. december 2019 18:00 | 3× 2×     | Rapport | 5×                          | Park Dome Kumamoto, Higashi-ku Tilskuere: 2.950 Dommere: Christiansen, Hansen (DEN) |

| 6. december 2019 20:30 | Rusland    | 30–22   | Sverige   | Park Dome Kumamoto, Higashi-ku Tilskuere: 3,826 Dommere: Koo, Lee (KOR) |
| 6. december 2019 20:30 | Frolova 11 | (16–12) | Gulldén 8 | Park Dome Kumamoto, Higashi-ku Tilskuere: 3,826 Dommere: Koo, Lee (KOR) |
| 6. december 2019 20:30 | 8× 3×      | Rapport | 5×        | Park Dome Kumamoto, Higashi-ku Tilskuere: 3,826 Dommere: Koo, Lee (KOR) |

## Mellemrunden

### Gruppe I
| Pos | Hold     | K | V | U | T | M+  | M-  | MF  | P | Kvalifikation |
| --- | -------- | - | - | - | - | --- | --- | --- | - | ------------- |
| 1   | Norge    | 5 | 4 | 0 | 1 | 146 | 128 | +18 | 8 | Semifinale    |
| 2   | Holland  | 5 | 3 | 0 | 2 | 153 | 136 | +17 | 6 | Semifinale    |
| 3   | Serbien  | 5 | 2 | 1 | 2 | 139 | 151 | −12 | 5 | 5. plads kamp |
| 4   | Tyskland | 5 | 2 | 1 | 2 | 135 | 136 | −1  | 5 | 7. plads kamp |
| 5   | Danmark  | 5 | 1 | 2 | 2 | 123 | 124 | −1  | 4 |               |
| 6   | Sydkorea | 5 | 0 | 2 | 3 | 144 | 165 | −21 | 2 |               |

| 8. december 2019 15:00 | Serbien | 36–33   | Sydkorea | Aqua Dome Kumamoto, Minami-ku Tilskuere: 3.450 Dommere: García, Marín (ESP) |
| 8. december 2019 15:00 | Lavko 7 | (21–16) | Ryu 10   | Aqua Dome Kumamoto, Minami-ku Tilskuere: 3.450 Dommere: García, Marín (ESP) |
| 8. december 2019 15:00 | 7× 1×   | Rapport | 4× 1×    | Aqua Dome Kumamoto, Minami-ku Tilskuere: 3.450 Dommere: García, Marín (ESP) |

| 8. december 2019 18:00 | Holland  | 23–25   | Tyskland | Aqua Dome Kumamoto, Minami-ku Tilskuere: 4.020 Dommere: Bonaventura, Bonaventura (FRA) |
| 8. december 2019 18:00 | Dulfer 4 | (12–11) | Bölk 6   | Aqua Dome Kumamoto, Minami-ku Tilskuere: 4.020 Dommere: Bonaventura, Bonaventura (FRA) |
| 8. december 2019 18:00 | 4×       | Rapport | 1×       | Aqua Dome Kumamoto, Minami-ku Tilskuere: 4.020 Dommere: Bonaventura, Bonaventura (FRA) |

| 8. december 2019 20:30 | Norge          | 22–19   | Danmark           | Aqua Dome Kumamoto, Minami-ku Tilskuere: 1.890 Dommere: Alpaidze, Berezkina (RUS) |
| 8. december 2019 20:30 | Hegh Arntzen 5 | (12–9)  | Højlund, Grigel 4 | Aqua Dome Kumamoto, Minami-ku Tilskuere: 1.890 Dommere: Alpaidze, Berezkina (RUS) |
| 8. december 2019 20:30 | 4× 1×          | Rapport | 3× 2×             | Aqua Dome Kumamoto, Minami-ku Tilskuere: 1.890 Dommere: Alpaidze, Berezkina (RUS) |

| 9. december 2019 15:00 | Tyskland             | 28–29   | Serbien  | Aqua Dome Kumamoto, Minami-ku Tilskuere: 5,090 Dommere: Năstase, Stancu (ROU) |
| 9. december 2019 15:00 | Berger, Minevskaja 6 | (17–19) | Cvijić 7 | Aqua Dome Kumamoto, Minami-ku Tilskuere: 5,090 Dommere: Năstase, Stancu (ROU) |
| 9. december 2019 15:00 | 5× 1×                | Rapport | 5× 2× 1× | Aqua Dome Kumamoto, Minami-ku Tilskuere: 5,090 Dommere: Năstase, Stancu (ROU) |

| 9. december 2019 18:00 | Danmark  | 27–24   | Holland           | Aqua Dome Kumamoto, Minami-ku Tilskuere: 2,200 Dommere: García, Marín (ESP) |
| 9. december 2019 18:00 | Hansen 5 | (14–9)  | Polman, Snelder 5 | Aqua Dome Kumamoto, Minami-ku Tilskuere: 2,200 Dommere: García, Marín (ESP) |
| 9. december 2019 18:00 | 6× 3×    | Rapport | 4× 1×             | Aqua Dome Kumamoto, Minami-ku Tilskuere: 2,200 Dommere: García, Marín (ESP) |

| 9. december 2019 20:30 | Sydkorea | 25–36   | Norge     | Aqua Dome Kumamoto, Minami-ku Tilskuere: 2,120 Dommere: Bonaventura, Bonaventura (FRA) |
| 9. december 2019 20:30 | Ryu 7    | (10–20) | Oftedal 7 | Aqua Dome Kumamoto, Minami-ku Tilskuere: 2,120 Dommere: Bonaventura, Bonaventura (FRA) |
| 9. december 2019 20:30 | 3× 1×    | Rapport | 2×        | Aqua Dome Kumamoto, Minami-ku Tilskuere: 2,120 Dommere: Bonaventura, Bonaventura (FRA) |

| 11. december 2019 15:00 | Holland    | 40–33   | Sydkorea | Aqua Dome Kumamoto, Minami-ku Tilskuere: 5,070 Dommere: Năstase, Stancu (ROU) |
| 11. december 2019 15:00 | Abbingh 11 | (23–16) | Ryu 10   | Aqua Dome Kumamoto, Minami-ku Tilskuere: 5,070 Dommere: Năstase, Stancu (ROU) |
| 11. december 2019 15:00 | 7× 1×      | Rapport | 2× 1×    | Aqua Dome Kumamoto, Minami-ku Tilskuere: 5,070 Dommere: Năstase, Stancu (ROU) |

| 11. december 2019 18:00 | Serbien     | 26–26   | Danmark     | Aqua Dome Kumamoto, Minami-ku Tilskuere: 3,080 Dommere: García, Marín (ESP) |
| 11. december 2019 18:00 | Pop-Lazić 6 | (14–11) | Jørgensen 6 | Aqua Dome Kumamoto, Minami-ku Tilskuere: 3,080 Dommere: García, Marín (ESP) |
| 11. december 2019 18:00 | 6× 1×       | Rapport | 2×          | Aqua Dome Kumamoto, Minami-ku Tilskuere: 3,080 Dommere: García, Marín (ESP) |

| 11. december 2019 20:30 | Norge      | 32–29   | Tyskland | Aqua Dome Kumamoto, Minami-ku Tilskuere: 3,520 Dommere: Alpaidze, Berezkina (RUS) |
| 11. december 2019 20:30 | Brattset 6 | (17–16) | Bölk 6   | Aqua Dome Kumamoto, Minami-ku Tilskuere: 3,520 Dommere: Alpaidze, Berezkina (RUS) |
| 11. december 2019 20:30 | 2×         | Rapport | 2× 1×    | Aqua Dome Kumamoto, Minami-ku Tilskuere: 3,520 Dommere: Alpaidze, Berezkina (RUS) |

### Gruppe II
| Pos | Hold       | K | V | U | T | M+  | M-  | MF  | P  | Kvalifikation |
| --- | ---------- | - | - | - | - | --- | --- | --- | -- | ------------- |
| 1   | Rusland    | 5 | 5 | 0 | 0 | 161 | 117 | +44 | 10 | Semifinale    |
| 2   | Spanien    | 5 | 3 | 1 | 1 | 145 | 137 | +8  | 7  | Semifinale    |
| 3   | Montenegro | 5 | 3 | 0 | 2 | 137 | 137 | 0   | 6  | 5. plads kamp |
| 4   | Sverige    | 5 | 2 | 1 | 2 | 141 | 132 | +9  | 5  | 7. plads kamp |
| 5   | Japan      | 5 | 1 | 0 | 4 | 143 | 150 | −7  | 2  |               |
| 6   | Rumænien   | 5 | 0 | 0 | 5 | 102 | 156 | −54 | 0  |               |

| 8. december 2019 15:00 | Rumænien | 18–27   | Rusland                    | Park Dome Kumamoto, Higashi-ku Tilskuere: 5.870 Dommere: García, Paolantoni (ARG) |
| 8. december 2019 15:00 | Neagu 5  | (10–10) | Bobrovnikova, Vyakhireva 5 | Park Dome Kumamoto, Higashi-ku Tilskuere: 5.870 Dommere: García, Paolantoni (ARG) |
| 8. december 2019 15:00 | 3× 1×    | Rapport | 4× 2×                      | Park Dome Kumamoto, Higashi-ku Tilskuere: 5.870 Dommere: García, Paolantoni (ARG) |

| 8. december 2019 18:00 | Montenegro  | 30–26   | Japan    | Park Dome Kumamoto, Higashi-ku Tilskuere: 7.356 Dommere: Belkhiri, Hamidi (ALG) |
| 8. december 2019 18:00 | Radičević 8 | (14–11) | Fujita 7 | Park Dome Kumamoto, Higashi-ku Tilskuere: 7.356 Dommere: Belkhiri, Hamidi (ALG) |
| 8. december 2019 18:00 | 3× 1×       | Rapport | 3× 2×    | Park Dome Kumamoto, Higashi-ku Tilskuere: 7.356 Dommere: Belkhiri, Hamidi (ALG) |

| 8. december 2019 20:30 | Spanien  | 28–28   | Sverige           | Park Dome Kumamoto, Higashi-ku Tilskuere: 2.132 Dommere: Lah, Sok (SLO) |
| 8. december 2019 20:30 | Cabral 6 | (14–8)  | Hagman, Mässing 8 | Park Dome Kumamoto, Higashi-ku Tilskuere: 2.132 Dommere: Lah, Sok (SLO) |
| 8. december 2019 20:30 | 7× 2× 1× | Rapport | 3× 2×             | Park Dome Kumamoto, Higashi-ku Tilskuere: 2.132 Dommere: Lah, Sok (SLO) |

| 10. december 2019 15:00 | Rusland       | 35–28   | Montenegro  | Park Dome Kumamoto, Higashi-ku Tilskuere: 6,338 Dommere: Krichen, Makhlouf (TUN) |
| 10. december 2019 15:00 | Managarova 12 | (17–16) | Radičević 8 | Park Dome Kumamoto, Higashi-ku Tilskuere: 6,338 Dommere: Krichen, Makhlouf (TUN) |
| 10. december 2019 15:00 | 5× 1×         | Rapport | 7× 2×       | Park Dome Kumamoto, Higashi-ku Tilskuere: 6,338 Dommere: Krichen, Makhlouf (TUN) |

| 10. december 2019 18:00 | Japan    | 31–33   | Spanien | Park Dome Kumamoto, Higashi-ku Tilskuere: 3,428 Dommere: Kuttler, Merz (GER) |
| 10. december 2019 18:00 | Ohyama 6 | (13–17) | Pena 7  | Park Dome Kumamoto, Higashi-ku Tilskuere: 3,428 Dommere: Kuttler, Merz (GER) |
| 10. december 2019 18:00 | 4× 3×    | Rapport | 5× 2×   | Park Dome Kumamoto, Higashi-ku Tilskuere: 3,428 Dommere: Kuttler, Merz (GER) |

| 10. december 2019 20:30 | Sverige     | 34–22   | Rumænien       | Park Dome Kumamoto, Higashi-ku Tilskuere: 1,980 Dommere: Lemes, Sosa (URU) |
| 10. december 2019 20:30 | Mellegård 7 | (14–9)  | tre spillere 4 | Park Dome Kumamoto, Higashi-ku Tilskuere: 1,980 Dommere: Lemes, Sosa (URU) |
| 10. december 2019 20:30 | 4× 1×       | Rapport | 3× 1×          | Park Dome Kumamoto, Higashi-ku Tilskuere: 1,980 Dommere: Lemes, Sosa (URU) |

| 11. december 2019 15:00 | Spanien  | 26–36   | Rusland   | Park Dome Kumamoto, Higashi-ku Tilskuere: 6,281 Dommere: Bonaventura, Bonaventura (FRA) |
| 11. december 2019 15:00 | Cabral 6 | (12–16) | Frolova 9 | Park Dome Kumamoto, Higashi-ku Tilskuere: 6,281 Dommere: Bonaventura, Bonaventura (FRA) |
| 11. december 2019 15:00 | 1×       | Rapport | 2×        | Park Dome Kumamoto, Higashi-ku Tilskuere: 6,281 Dommere: Bonaventura, Bonaventura (FRA) |

| 11. december 2019 18:00 | Rumænien              | 20–37   | Japan    | Park Dome Kumamoto, Higashi-ku Tilskuere: 3,962 Dommere: Belkhiri, Hamidi (ALG) |
| 11. december 2019 18:00 | Perianu, Udriștioiu 4 | (8–18)  | Sasaki 8 | Park Dome Kumamoto, Higashi-ku Tilskuere: 3,962 Dommere: Belkhiri, Hamidi (ALG) |
| 11. december 2019 18:00 | 3× 1×                 | Rapport |          | Park Dome Kumamoto, Higashi-ku Tilskuere: 3,962 Dommere: Belkhiri, Hamidi (ALG) |

| 11. december 2019 20:30 | Montenegro   | 26–23   | Sverige | Park Dome Kumamoto, Higashi-ku Tilskuere: 1,926 Dommere: García, Paolantoni (ARG) |
| 11. december 2019 20:30 | Mehmedović 7 | (12–12) | Blohm 7 | Park Dome Kumamoto, Higashi-ku Tilskuere: 1,926 Dommere: García, Paolantoni (ARG) |
| 11. december 2019 20:30 | 2× 3×        | Rapport | 4×      | Park Dome Kumamoto, Higashi-ku Tilskuere: 1,926 Dommere: García, Paolantoni (ARG) |

## Presidents Cup

### 21. – 24. pladserne
|  | Semifinaler | Semifinaler |             |    | 21. plads | 21. plads |
|  |             |             |             |    |           |           |
|  | 8. december |             |             |    |           |           |
|  |             |             |             |    |           |           |
|  | Cuba        | 45          |             |    |           |           |
|  | Cuba        | 45          | 9. december |    |           |           |
|  | Australien  | 25          |             |    |           |           |
|  | Australien  | 25          | Cuba (str.) | 33 |           |           |
|  | 8. december |             | Cuba (str.) | 33 |           |           |
|  |             | Kasakhstan  | 31          |    |           |           |
|  | Kasakhstan  | Kasakhstan  | 31          | 29 |           |           |
|  | Kasakhstan  |             |             | 29 |           |           |
|  | Kina        | 23          |             |    |           |           |
|  | Kina        | 23          | 23. plads   |    |           |           |
|  |             |             |             |    |           |           |
|  | 9. december |             |             |    |           |           |
|  |             |             |             |    |           |           |
|  | Australien  | 15          |             |    |           |           |
|  | Australien  | 15          |             |    |           |           |
|  | Kina        | 33          |             |    |           |           |

#### 21. – 24. plads semifinaler
| 8. december 2019 10:00 | Cuba             | 45–25   | Australien | Kumamoto Prefectural Gymnasium, Nishi-ku Tilskuere: 800 Dommere: Lemes, Sosa (URU) |
| 8. december 2019 10:00 | Robert, Téllez 7 | (25–16) | Potocki 10 | Kumamoto Prefectural Gymnasium, Nishi-ku Tilskuere: 800 Dommere: Lemes, Sosa (URU) |
| 8. december 2019 10:00 | 8× 1× 2×         | Rapport | 4× 1×      | Kumamoto Prefectural Gymnasium, Nishi-ku Tilskuere: 800 Dommere: Lemes, Sosa (URU) |

| 8. december 2019 12:30 | Kasakhstan   | 29–23   | Kina  | Kumamoto Prefectural Gymnasium, Nishi-ku Tilskuere: 1,000 Dommere: Antić, Jakovljević (SRB) |
| 8. december 2019 12:30 | Rejemetova 8 | (16–15) | Jin 7 | Kumamoto Prefectural Gymnasium, Nishi-ku Tilskuere: 1,000 Dommere: Antić, Jakovljević (SRB) |
| 8. december 2019 12:30 | 1×           | Rapport | 2× 1× | Kumamoto Prefectural Gymnasium, Nishi-ku Tilskuere: 1,000 Dommere: Antić, Jakovljević (SRB) |

#### 23. plads
| 9. december 2019 12:30 | Australien | 15–33   | Kina    | Park Dome Kumamoto, Higashi-ku Tilskuere: 6,920 Dommere: Lemes, Sosa (URU) |
| 9. december 2019 12:30 | Potocki 9  | (7–17)  | Chen 11 | Park Dome Kumamoto, Higashi-ku Tilskuere: 6,920 Dommere: Lemes, Sosa (URU) |
| 9. december 2019 12:30 | 3× 1×      | Rapport | 4× 2×   | Park Dome Kumamoto, Higashi-ku Tilskuere: 6,920 Dommere: Lemes, Sosa (URU) |

#### 21. plads
| 9. december 2019 12:30 | Cuba                | 33–31   | Kasakhstan | Kumamoto Prefectural Gymnasium, Nishi-ku Tilskuere: 1,700 Dommere: Cheng, Zhou (CHN) |
| 9. december 2019 12:30 | Camejo, Toledo 7    | (15–14) | Khardina 9 | Kumamoto Prefectural Gymnasium, Nishi-ku Tilskuere: 1,700 Dommere: Cheng, Zhou (CHN) |
| 9. december 2019 12:30 | 4× 3× 1×            | Rapport | 1×         | Kumamoto Prefectural Gymnasium, Nishi-ku Tilskuere: 1,700 Dommere: Cheng, Zhou (CHN) |
| 9. december 2019 12:30 | FT: 29–29 Str.: 4–2 |         |            | Kumamoto Prefectural Gymnasium, Nishi-ku Tilskuere: 1,700 Dommere: Cheng, Zhou (CHN) |

### 17. – 20. pladserne
|  | 17. – 20. plads             | 17. – 20. plads |             |    | 17. plads | 17. plads |
|  |                             |                 |             |    |           |           |
|  | 8. december                 |                 |             |    |           |           |
|  |                             |                 |             |    |           |           |
|  | Slovenien                   | 19              |             |    |           |           |
|  | Slovenien                   | 19              | 9. december |    |           |           |
|  | Brasilien                   | 32              |             |    |           |           |
|  | Brasilien                   | 32              | Brasilien   | 22 |           |           |
|  | 8. december                 |                 | Brasilien   | 22 |           |           |
|  |                             | Senegal         | 18          |    |           |           |
|  | Senegal                     | Senegal         | 18          | 28 |           |           |
|  | Senegal                     |                 |             | 28 |           |           |
|  | Demokratiske Republik Congo | 19              |             |    |           |           |
|  | Demokratiske Republik Congo | 19              | 19. plads   |    |           |           |
|  |                             |                 |             |    |           |           |
|  | 9. december                 |                 |             |    |           |           |
|  |                             |                 |             |    |           |           |
|  | Slovenien                   | 29              |             |    |           |           |
|  | Slovenien                   | 29              |             |    |           |           |
|  | Demokratiske Republik Congo | 27              |             |    |           |           |

#### 17. – 20. plads semifinaler
| 8. december 2019 15:00 | Slovenien | 19–32   | Brasilien      | Kumamoto Prefectural Gymnasium, Nishi-ku Tilskuere: 1,100 Dommere: Lee, Koo (KOR) |
| 8. december 2019 15:00 | Gros 5    | (9–18)  | Araújo, Lima 6 | Kumamoto Prefectural Gymnasium, Nishi-ku Tilskuere: 1,100 Dommere: Lee, Koo (KOR) |
| 8. december 2019 15:00 | 4×        | Rapport | 1×             | Kumamoto Prefectural Gymnasium, Nishi-ku Tilskuere: 1,100 Dommere: Lee, Koo (KOR) |

| 8. december 2019 18:00 | Senegal             | 28–23   | Demokratiske Republik Congo | Kumamoto Prefectural Gymnasium, Nishi-ku Tilskuere: 600 Dommere: Năstase, Stancu (ROU) |
| 8. december 2019 18:00 | N'Diaye, Sankharé 6 | (16–9)  | Mwasesa 7                   | Kumamoto Prefectural Gymnasium, Nishi-ku Tilskuere: 600 Dommere: Năstase, Stancu (ROU) |
| 8. december 2019 18:00 | 2× 3×               | Rapport | 3× 1×                       | Kumamoto Prefectural Gymnasium, Nishi-ku Tilskuere: 600 Dommere: Năstase, Stancu (ROU) |

#### 19. plads
| 9. december 2019 15:00 | Slovenien | 29–27   | Demokratiske Republik Congo | Kumamoto Prefectural Gymnasium, Nishi-ku Tilskuere: 1,900 Dommere: Belkhiri, Hamidi (ALG) |
| 9. december 2019 15:00 | Stanko 13 | (14–13) | Mwasesa 9                   | Kumamoto Prefectural Gymnasium, Nishi-ku Tilskuere: 1,900 Dommere: Belkhiri, Hamidi (ALG) |
| 9. december 2019 15:00 | 3× 2×     | Rapport | 3× 2×                       | Kumamoto Prefectural Gymnasium, Nishi-ku Tilskuere: 1,900 Dommere: Belkhiri, Hamidi (ALG) |

#### 17. plads
| 9. december 2019 18:00 | Brasilien    | 22–18   | Senegal    | Kumamoto Prefectural Gymnasium, Nishi-ku Tilskuere: 600 Dommere: El-Saied, El-Saied (EGY) |
| 9. december 2019 18:00 | Nascimento 4 | (13–9)  | Sankharé 7 | Kumamoto Prefectural Gymnasium, Nishi-ku Tilskuere: 600 Dommere: El-Saied, El-Saied (EGY) |
| 9. december 2019 18:00 | 4× 1×        | Rapport | 3×         | Kumamoto Prefectural Gymnasium, Nishi-ku Tilskuere: 600 Dommere: El-Saied, El-Saied (EGY) |

### 13. – 16. pladserne
|  | 13. – 16. plads semifinaler | 13. – 16. plads semifinaler |             |    | 13. plads | 13. plads |
|  |                             |                             |             |    |           |           |
|  | 8. december                 |                             |             |    |           |           |
|  |                             |                             |             |    |           |           |
|  | Ungarn                      | 34                          |             |    |           |           |
|  | Ungarn                      | 34                          | 9. december |    |           |           |
|  | Argentina                   | 26                          |             |    |           |           |
|  | Argentina                   | 26                          | Ungarn      | 21 |           |           |
|  | 8. december                 |                             | Ungarn      | 21 |           |           |
|  |                             | Frankrig                    | 26          |    |           |           |
|  | Angola                      | Frankrig                    | 26          | 17 |           |           |
|  | Angola                      |                             |             | 17 |           |           |
|  | Frankrig                    | 28                          |             |    |           |           |
|  | Frankrig                    | 28                          | 15. plads   |    |           |           |
|  |                             |                             |             |    |           |           |
|  | 9. december                 |                             |             |    |           |           |
|  |                             |                             |             |    |           |           |
|  | Argentina                   | 27                          |             |    |           |           |
|  | Argentina                   | 27                          |             |    |           |           |
|  | Angola                      | 30                          |             |    |           |           |

#### 13. – 16. plads semifinaler
| 8. december 2019 12:30 | Ungarn      | 34–26   | Argentina | Park Dome Kumamoto, Higashi-ku Tilskuere: 3,726 Dommere: Christiansen, Hansen (DEN) |
| 8. december 2019 12:30 | Kovacsics 7 | (19–12) | Karsten 9 | Park Dome Kumamoto, Higashi-ku Tilskuere: 3,726 Dommere: Christiansen, Hansen (DEN) |
| 8. december 2019 12:30 | 3×          | Rapport |           | Park Dome Kumamoto, Higashi-ku Tilskuere: 3,726 Dommere: Christiansen, Hansen (DEN) |

| 8. december 2019 12:30 | Angola   | 17–28   | Frankrig    | Aqua Dome Kumamoto, Minami-ku Tilskuere: 3,430 Dommere: Lončar, Lončar (CRO) |
| 8. december 2019 12:30 | Guialo 4 | (9–9)   | Nze Minko 5 | Aqua Dome Kumamoto, Minami-ku Tilskuere: 3,430 Dommere: Lončar, Lončar (CRO) |
| 8. december 2019 12:30 | 4× 1×    | Rapport | 3×          | Aqua Dome Kumamoto, Minami-ku Tilskuere: 3,430 Dommere: Lončar, Lončar (CRO) |

#### 15. plads
| 9. december 2019 15:00 | Argentina | 27–30   | Angola    | Park Dome Kumamoto, Higashi-ku Tilskuere: 6,464 Dommere: Hizaki, Ikebuchi (JPN) |
| 9. december 2019 15:00 | Karsten 6 | (17–13) | Guialo 11 | Park Dome Kumamoto, Higashi-ku Tilskuere: 6,464 Dommere: Hizaki, Ikebuchi (JPN) |
| 9. december 2019 15:00 | 3×        | Rapport | 9× 1×     | Park Dome Kumamoto, Higashi-ku Tilskuere: 6,464 Dommere: Hizaki, Ikebuchi (JPN) |

#### 13. plads
| 9. december 2019 18:00 | Ungarn   | 21–26   | Frankrig    | Park Dome Kumamoto, Higashi-ku Tilskuere: 2,920 Dommere: Alpaidze, Berezkina (RUS) |
| 9. december 2019 18:00 | Lukács 7 | (12–12) | Lacrabère 6 | Park Dome Kumamoto, Higashi-ku Tilskuere: 2,920 Dommere: Alpaidze, Berezkina (RUS) |
| 9. december 2019 18:00 | 2× 1×    | Rapport | 3×          | Park Dome Kumamoto, Higashi-ku Tilskuere: 2,920 Dommere: Alpaidze, Berezkina (RUS) |

## Slutspil
|  | Semifinalerne | Semifinalerne |              |    | Finale | Finale |
|  |               |               |              |    |        |        |
|  | 13. december  |               |              |    |        |        |
|  |               |               |              |    |        |        |
|  | Norge         | 22            |              |    |        |        |
|  | Norge         | 22            | 15. december |    |        |        |
|  | Spanien       | 28            |              |    |        |        |
|  | Spanien       | 28            | Spanien      | 29 |        |        |
|  | 13. december  |               | Spanien      | 29 |        |        |
|  |               | Holland       | 30           |    |        |        |
|  | Rusland       | Holland       | 30           | 32 |        |        |
|  | Rusland       |               |              | 32 |        |        |
|  | Holland       | 33            |              |    |        |        |
|  | Holland       | 33            | Bronzekamp   |    |        |        |
|  |               |               |              |    |        |        |
|  | 15. december  |               |              |    |        |        |
|  |               |               |              |    |        |        |
|  | Norge         | 28            |              |    |        |        |
|  | Norge         | 28            |              |    |        |        |
|  | Rusland       | 33            |              |    |        |        |

### Semifinaler
| 13. december 2019 17:30 | Rusland       | 32–33   | Holland  | Park Dome Kumamoto, Higashi-ku Tilskuere: 4,240 Dommere: Bonaventura, Bonaventura (FRA) |
| 13. december 2019 17:30 | Vyakhireva 11 | (16–16) | Polman 9 | Park Dome Kumamoto, Higashi-ku Tilskuere: 4,240 Dommere: Bonaventura, Bonaventura (FRA) |
| 13. december 2019 17:30 | 3× 2×         | Rapport | 3×       | Park Dome Kumamoto, Higashi-ku Tilskuere: 4,240 Dommere: Bonaventura, Bonaventura (FRA) |

| 13. december 2019 20:30 | Norge  | 22–28   | Spanien  | Park Dome Kumamoto, Higashi-ku Tilskuere: 4,261 Dommere: Alpaidze, Berezkina (RUS) |
| 13. december 2019 20:30 | Aune 5 | (13–13) | Cabral 7 | Park Dome Kumamoto, Higashi-ku Tilskuere: 4,261 Dommere: Alpaidze, Berezkina (RUS) |
| 13. december 2019 20:30 | 3×     | Rapport | 5× 2×    | Park Dome Kumamoto, Higashi-ku Tilskuere: 4,261 Dommere: Alpaidze, Berezkina (RUS) |

### 7. plads
| 13. december 2019 | Tyskland | 24–35   | Sverige   | Park Dome Kumamoto, Higashi-ku Tilskuere: 6,860 Dommere: García, Marín (ESP) |
| 13. december 2019 | Stolle 6 | (13–18) | Gulldén 7 | Park Dome Kumamoto, Higashi-ku Tilskuere: 6,860 Dommere: García, Marín (ESP) |
| 13. december 2019 | 2× 1×    | Rapport | 1×        | Park Dome Kumamoto, Higashi-ku Tilskuere: 6,860 Dommere: García, Marín (ESP) |

### 5. plads
| 13. december 2019 11:30 | Serbien       | 26–28   | Montenegro            | Park Dome Kumamoto, Higashi-ku Tilskuere: 5,690 Dommere: Belkhiri, Hamidi (ALG) |
| 13. december 2019 11:30 | Stoiljković 6 | (12–13) | Raičević, Ramusović 4 | Park Dome Kumamoto, Higashi-ku Tilskuere: 5,690 Dommere: Belkhiri, Hamidi (ALG) |
| 13. december 2019 11:30 | 1×            | Rapport | 4× 3×                 | Park Dome Kumamoto, Higashi-ku Tilskuere: 5,690 Dommere: Belkhiri, Hamidi (ALG) |

### Bronzekamp
| 15. december 2019 17:30 | Norge                   | 28–33   | Rusland      | Park Dome Kumamoto, Higashi-ku Tilskuere: 8,664 Dommere: García, Marín (ESP) |
| 15. december 2019 17:30 | Hegh Arntzen, Oftedal 7 | (15–18) | Vyakhireva 9 | Park Dome Kumamoto, Higashi-ku Tilskuere: 8,664 Dommere: García, Marín (ESP) |
| 15. december 2019 17:30 | 4× 1×                   | Rapport | 4×           | Park Dome Kumamoto, Higashi-ku Tilskuere: 8,664 Dommere: García, Marín (ESP) |

### Finale
| 15. december 2019 20:30 | Spanien  | 29-30   | Holland  | Park Dome Kumamoto, Higashi-ku Tilskuere: 9,624 Dommere: Bonaventura, Bonaventura (FRA) |
| 15. december 2019 20:30 | Cabral 7 | (13–16) | Polman 9 | Park Dome Kumamoto, Higashi-ku Tilskuere: 9,624 Dommere: Bonaventura, Bonaventura (FRA) |
| 15. december 2019 20:30 | 1× 2× 1× | Rapport | 3× 2×    | Park Dome Kumamoto, Higashi-ku Tilskuere: 9,624 Dommere: Bonaventura, Bonaventura (FRA) |

## Rangering
| Rang | Hold                        |
| ---- | --------------------------- |
| 1    | Holland                     |
| 2    | Spanien                     |
| 3    | Rusland                     |
| 4    | Norge                       |
| 5    | Montenegro                  |
| 6    | Serbien                     |
| 7    | Sverige                     |
| 8    | Tyskland                    |
| 9    | Danmark                     |
| 10   | Japan                       |
| 11   | Sydkorea                    |
| 12   | Rumænien                    |
| 13   | Frankrig                    |
| 14   | Ungarn                      |
| 15   | Angola                      |
| 16   | Argentina                   |
| 17   | Brasilien                   |
| 18   | Senegal                     |
| 19   | Slovenien                   |
| 20   | Demokratiske Republik Congo |
| 21   | Cuba                        |
| 22   | Kasakhstan                  |
| 23   | Kina                        |
| 24   | Australien                  |

|  | Kvalificeret til OL 2020                             |
|  | Kvalificeret til kvalifikationsturnering til OL 2020 |

| Verdensmestre 2019 · Holland · Første titel Holdliste: Jessy Kramer, Laura van der Heijden, Debbie Bont, Lois Abbingh, Larissa Nüsser, Danick Snelder, Bo van Wetering, Delaila Amega, Kelly Dulfer, Merel Freriks, Inger Smits, Martine Smeets, Angela Malestein, Rinka Duijndam, Tess Wester, Dione Housheer, Estavana Polman. · Cheftræner: Emmanuel Mayonnade. |

| Position       | Spiller                  |
| -------------- | ------------------------ |
| Bedste spiller | Estavana Polman (NED)    |
| Målvogter      | Tess Wester (NED)        |
| Højre fløj     | Jovanka Radičević (MNE)  |
| Højre back     | Anna Vyakhireva (RUS)    |
| Playmaker      | Estavana Polman (NED)    |
| Venstre back   | Alexandrina Cabral (ESP) |
| Venstre fløj   | Camilla Herrem (NOR)     |
| Stregspiller   | Linn Blohm (SWE)         |

## Statistiker
| Nr. | Navn                 | Hold       | Mål | Skud | %  |
| --- | -------------------- | ---------- | --- | ---- | -- |
| 1   | Lois Abbingh         | Holland    | 71  | 114  | 62 |
| 2   | Ryu Eun-hee          | Sydkorea   | 69  | 114  | 61 |
| 3   | Tjaša Stanko         | Slovenien  | 62  | 98   | 63 |
| 4   | Alexandrina Cabral   | Spanien    | 60  | 95   | 63 |
| 5   | Estavana Polman      | Holland    | 58  | 107  | 54 |
| 5   | Jovanka Radičević    | Montenegro | 58  | 82   | 71 |
| 7   | Stine Bredal Oftedal | Norge      | 51  | 82   | 62 |
| 8   | Cristina Neagu       | Rumænien   | 49  | 82   | 60 |
| 9   | Jaroslava Frolova    | Rusland    | 48  | 69   | 70 |
| 10  | Sally Potocki        | Australien | 47  | 100  | 47 |

| Nr. | Navn               | Hold      | %  | Redninger | Skud |
| --- | ------------------ | --------- | -- | --------- | ---- |
| 1   | Catherine Gabriel  | Frankrig  | 42 | 34        | 81   |
| 2   | Viktorija Kalinina | Rusland   | 39 | 42        | 107  |
| 2   | Sandra Toft        | Danmark   | 39 | 90        | 229  |
| 4   | Hatadou Sako       | Senegal   | 37 | 85        | 228  |
| 5   | Dinah Eckerle      | Tyskland  | 36 | 103       | 290  |
| 6   | Blanka Bíró        | Ungarn    | 35 | 43        | 123  |
| 6   | Amandine Leynaud   | Frankrig  | 35 | 46        | 133  |
| 6   | Silje Solberg      | Norge     | 35 | 113       | 321  |
| 9   | Bárbara Arenhart   | Brasilien | 34 | 49        | 146  |
| 9   | Filippa Idéhn      | Sverige   | 34 | 88        | 256  |

### Top assists
| Nr. | Navn                 | Hold       | Assists |
| --- | -------------------- | ---------- | ------- |
| 1   | Anna Vyakhireva      | Rusland    | 62      |
| 2   | Milena Raičević      | Montenegro | 51      |
| 3   | Stine Bredal Oftedal | Norge      | 47      |
| 4   | Estavana Polman      | Holland    | 43      |
| 5   | Emilie Hegh Arntzen  | Norge      | 40      |
| 5   | Yui Sunami           | Japan      | 40      |
| 7   | Kristina Liščević    | Serbien    | 37      |
| 8   | Alexandrina Cabral   | Spanien    | 33      |
| 9   | Jelena Lavko         | Serbien    | 31      |
| 9   | Ryu Eun-hee          | Sydkorea   | 31      |

Link: IHF